# Winrich Langer
Winrich Langer (* 3. Mai 1939 in Allenstein, Ostpreußen) ist ein deutscher Rechtswissenschaftler.

## Leben
Nach dem Studium der Rechtswissenschaft an der Universität Hamburg und beiden Staatsexamina wurde Winrich Langer mit einer Arbeit im Strafrecht promoviert. Nach seiner Habilitation über die damals im Gang befindliche Strafrechtsreform erhielt er 1974 einen Ruf der Universität Göttingen. Er war bis zu seiner Emeritierung zum Wintersemester 2007/2008 Professor für Strafrecht und Strafverfahrensrecht am Institut für Verfahrensrecht an der Universität Marburg.
Winrich Langers Lehrtätigkeit erstreckte sich auf den Gesamtbereich des materiellen Strafrechts und des Strafprozessrechts. Einen Schwerpunkt seiner Lehre bildete die Methodik der Gesetzesanwendung, weil er möglichst allen Studierenden die rechtsstaatliche Bedeutung der Rechtsdogmatik bewusst machen und nahebringen wollte. Zum anderen setzte sich Langer dafür ein, dass das strafrechtliche Proseminar als eigenständige Lehrveranstaltung geschaffen wurde.
Langers Hauptarbeitsfelder sind die Rechtsdogmatik des Kernstrafrechts (Allgemeine Strafrechtslehre und Besonderer Teil des Strafgesetzbuches) und des Strafverfahrensrechts. Besondere Forschungsschwerpunkte bilden die dogmengeschichtliche Entwicklung der modernen Straftatsystematik und der Einfluss des Verfassungsrechts auf das materielle und das formelle Strafrecht.

## Veröffentlichungen (Auswahl)
- Das Sonderverbrechen. Eine dogmatische Untersuchung zum Allgemeinen Teil des Strafrechts, Duncker & Humblot, Berlin 1972, ISBN 3-428-02601-2; 
  - 2. Auflage unter dem Titel: Die Sonderstraftat. Eine gesamtsystematische Grundlegung der Lehre vom Verbrechen. Duncker & Humblot, Berlin 2007, ISBN 978-3-428-12537-1.
- Die falsche Verdächtigung. Ein Beitrag zur Strafrechtsreform, Duncker & Humblot, Berlin 1973, ISBN 3-428-03026-5.